# Coleophora castelensis
Coleophora castelensis é uma espécie de mariposa do gênero Coleophora pertencente à família Coleophoridae.